# 格拉茨附近圣拉德贡德
格拉茨附近圣拉德贡德是奥地利施蒂利亚州格拉茨城郊县的一个市镇。总面积21.6平方公里，总人口2056人，人口密度95.2人/平方公里（2005年）。